# Ljubomyr Polatajko
Ljubomyr Polatajko (* 21. November 1979 in Nadwirna) ist ein ehemaliger ukrainischer Bahn- und Straßenradrennfahrer.
2001 wurde Ljubomyr Polatajko gemeinsam mit Serhij Tschernjawskyj, Oleksandr Fedenko und Oleksandr Symonenko in Antwerpen Weltmeister in der Mannschaftsverfolgung. 2002 gewann er beim Lauf des Bahnrad-Weltcups in Moskau das Scratch-Rennen. Im Jahr darauf gewann er bei der Omnium-Europameisterschaft die Silbermedaille. Bei den UCI-Bahn-Weltmeisterschaften 2006 in Bordeaux gewann er gemeinsam mit Wolodymyr Djudja, Mychajlo Kononenko und Maxym Polischtschuk die Bronzemedaille in der Mannschaftsverfolgung und zusammen mit Wolodymyr Rybin die Silbermedaille im Zweier-Mannschaftsfahren. 2007 wurde er bei den Bahn-Weltmeisterschaften in Palma mit dem ukrainischen Nationalteam Zweiter in der Mannschaftsverfolgung.
2008 startete Polatajko bei den Olympischen Spielen in Peking. Im Zweier-Mannschaftsfahren belegte er Rang 15 und in der Mannschaftsverfolgung Rang neun. 2010 beendete er seine Radsportlaufbahn.

## Erfolge – Bahn
2001
- Bahn-Weltmeisterschaften – Mannschaftsverfolgung (mit Serhij Tschernjawskyj, Oleksandr Fedenko und Oleksandr Symonenko)

2002
- Bahnrad-Weltcup Moskau – Scratch

2003
- Bahn-Europameisterschaften – Omnium

2006
- Bahn-Weltmeisterschaften – Zweier-Mannschaftsfahren (mit Wolodymyr Rybin)
- Bahn-Weltmeisterschaften – Mannschaftsverfolgung (mit Wolodymyr Djudja, Mychajlo Kononenko und Maxym Polischtschuk)

2007
- Bahn-Weltmeisterschaften – Mannschaftsverfolgung (mit Maxym Polischtschuk, Witalij Popkow und Witalij Schtschedow)

2008
- Bahnrad-Weltcup Los Angeles – Mannschaftsverfolgung (mit Maxym Polischtschuk, Witalij Popkow und Witalij Schtschedow)